# Disastro dell'Italian Hall

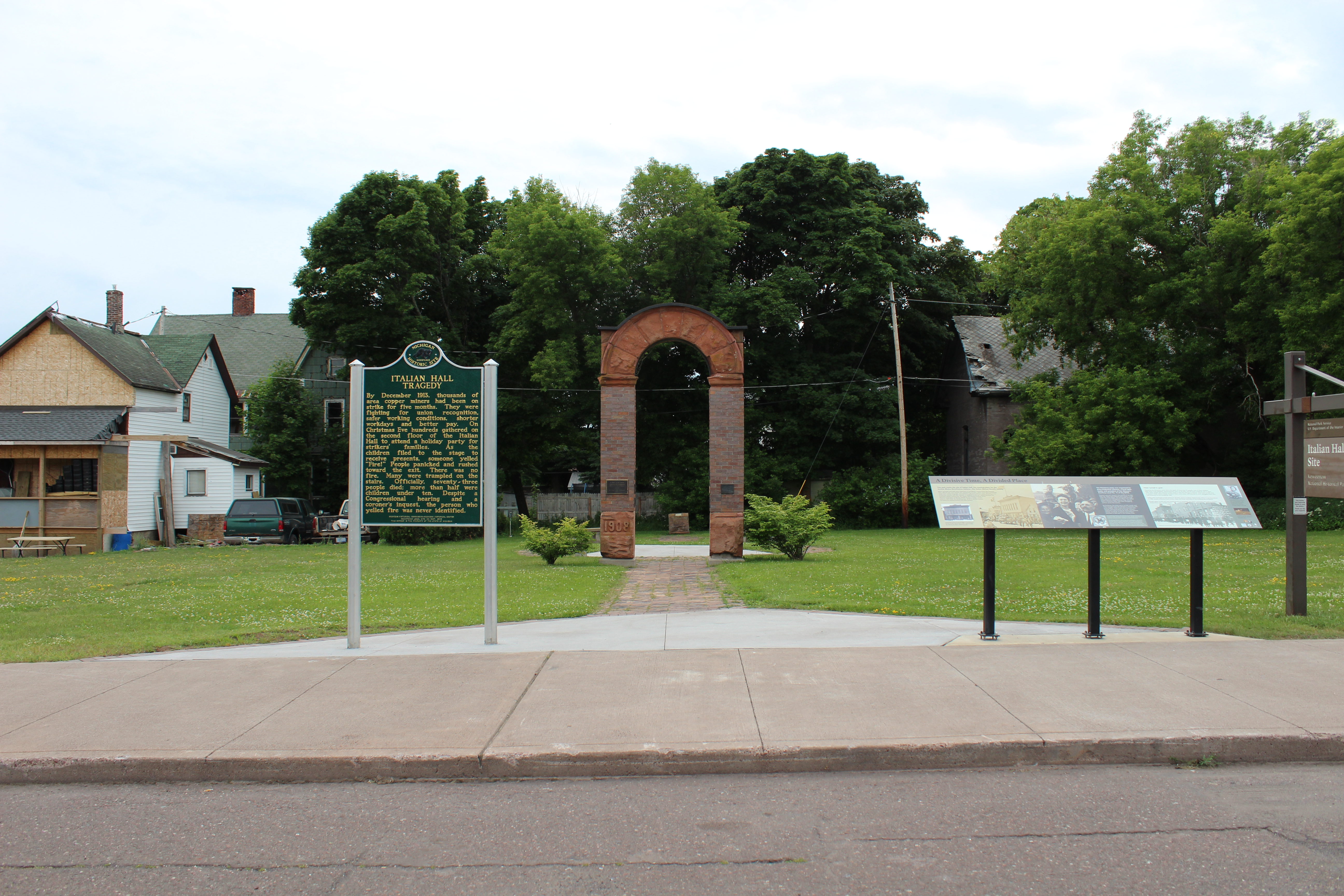
Arco commemorativo (2018)

Il disastro dell'Italian Hall (detto anche strage del 1913) è una tragedia consumatasi il 24 dicembre 1913 a Calumet, in Michigan, dovuta a una ressa generata da un falso allarme incendio durante una festa natalizia, nella quale persero la vita 73 persone, in maggioranza bambini.

## Storia

### Antefatti e svolgimento
Nei primi anni '10 del XX secolo la Calumet and Hecla Mining Company (C&H) era la più grande società mineraria di rame nell'area detta "paese del rame" (copper country) della penisola di Keweenaw, nel nord-ovest del Michigan. Nel 1913 si verificò uno dei più lunghi scioperi della regione, che coinvolse tutte le miniere della C&H.
Alla vigilia di Natale dello stesso anno molti scioperanti e le loro famiglie si erano riuniti per una festa organizzata dal sindacato Western Federation of Miners, che si tenne al secondo piano del palazzo della Società Italiana di Mutua Beneficenza, noto localmente come "Italian Hall". L'unico accesso al secondo piano era tramite una scala ripida, malgrado fosse presente anche una scala antincendio, mal segnalata, su un lato dell'edificio e delle scale sul retro raggiungibili solo arrampicandosi dalle finestre.
L'incidente ebbe inizio quando nella sala, popolata da più di quattrocento persone, qualcuno gridò falsamente: «Al fuoco!». I presenti, presi dal panico, si precipitarono verso le scale e nella ressa settantatré persone (fra cui cinquantanove bambini) rimasero uccise. Le vittime erano in maggior parte immigrati finlandesi, ma tra i morti si contarono anche croati, sloveni e italiani. 

### Conseguenze
All'inizio del 1914 una sottocommissione della Camera dei Rappresentanti degli Stati Uniti si recò a Calumet per indagare sullo sciopero e raccolse le deposizioni sotto giuramento dei testimoni per l'intera giornata del 7 marzo 1914. Otto testimoni dichiararono che l'uomo che per primo aveva dato l'allarme indossava una spilla della Citizens' Alliance, una delle più note organizzazioni antisindacali statunitensi.
In seguito all'incidente la rabbia dell'opinione pubblica si rivolse tanto nei confronti della dirigenza della miniera, quanto (e soprattutto) contro la Citizens' Alliance, che si era opposta fermamente allo sciopero. Il presidente del sindacato Charles Moyer accusò pubblicamente il comitato antisindacale di aver inviato un infiltrato e che fosse stato proprio costui ad aver provocato la strage. L'Alliance cercò di risanare la propria immagine pubblica raccogliendo 25 000 dollari per aiutare le famiglie in lutto, le quali non accettarono però il denaro, affermando che la Western Federation of Miners aveva già promesso loro aiuto; secondo il New York Times era stato Moyer stesso ad aver proibito loro di accettare la somma.
Gli appartenenti dell'Alliance fecero dunque visita a Moyer nell'albergo in cui alloggiava a Hancock, dove gli spararono e lo rapirono, ponendolo poi su un treno e intimandogli di lasciare lo stato e di non fare più ritorno a Calumet. Dopo aver ricevuto cure mediche a Chicago, tuttavia, Moyer tenne una conferenza stampa, in cui mostrò la sua ferita da arma da fuoco e promise di tornare nel Michigan per continuare il lavoro sindacale.

### L'Italian Hall oggi
L'Italian Hall è stata quasi totalmente demolita nell'ottobre 1984, rimanendone solo un arco celebrativo, e nel 1987 è stata installata una targa commemorativa. Il sito è da allora un parco gestito dal Keweenaw National Historical Park.
L'evento è stato inoltre immortalato da Woody Guthrie nella canzone 1913 Massacre, che sostiene che le porte furono tenute chiuse all'esterno dagli "sgherri del boss del rame".